# Нураул
Нурау́л (каз. Нұрауыл) — село у складі Жетисайського району Туркестанської області Казахстану. Входить до складу Интимацького сільського округу (Корікти).
У радянські часи село називалось Отділення № 2 совхоза Побєда, до 2001 року — Енгельс.
Населення — 1366 осіб (2021; 1400 у 2009, 1100 у 1999, 931 у 1989).